# Księstwo Wiśniowieckie

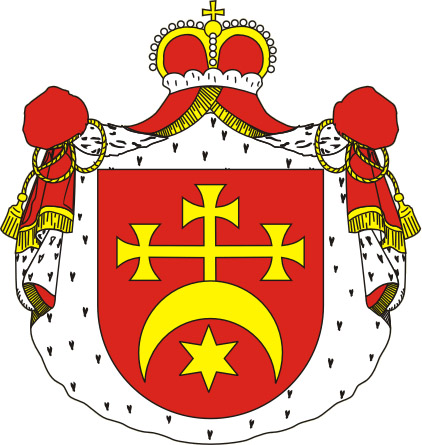
Herb ks. Wiśniowieckich

Księstwo Wiśniowieckie – dzielnica książęca powstała w roku 1482, na Wołyniu, w wyniku podziału Księstwa Zbaraskiego na część zbaraską i wiśniowiecką. Ta ostatni przypadła Michałowi Zbaraskiemu, którego potomkowie zaczęli używać nazwiska Wiśniowieckich. W latach 1518–1661 Księstwo pozostawało podzielone pomiędzy przedstawicieli kilku gałęzi rodu. Swe działy posiadali m.in. Jeremi Wiśniowiecki oraz jego syn, król Polski, Michał Korybut Wiśniowiecki. Dopiero w II połowie XVII w. nastąpiło zjednoczenie większości ziem księstwa w rękach jednego właściciela, Konstantego Krzysztofa Wiśniowieckiego. Po śmierci jego syna Michała Serwacego (zm. 1744 r.), ostatniego przedstawiciela rodu, posiadłość odziedziczyła Katarzyna z Zamoyskich Mniszchowa, wnuczka Michała Serwacego. Na przeszło sto lat Księstwo weszło w posiadanie rodu Mniszchów, co przyczyniło się do wzrostu ich znaczenia w życiu publicznym ostatnich dziesięcioleci istnienia Rzeczypospolitej. Za Michała Jerzego Mniszcha (1748-1806), marszałka wielkiego koronnego, zamek wiśniowiecki stał się ważnym ośrodkiem życia kulturalnego i towarzyskiego na Wołyniu.

## Panowie na Wiśniowcu (przed upadkiem Rzeczypospolitej)
- Michał Zbaraski-Wiśniowiecki (zm. 1518)

(w latach 1518-1661 posiadłość podzielona pomiędzy kilka gałęzi rodu Wiśniowieckich)
- Konstanty Krzysztof Wiśniowiecki (zm. 1686)
- Anna z Chodorowskich, 1˚ voto Wiśniowiecka, 2˚ voto Dolska (zm. 1711)
- Michał Serwacy Wiśniowiecki (zm. 1744)
- Jan Karol Mniszech (zm. 1759)
- Michał Jerzy Mniszech (zm. 1806)